# Georgios Vagiannidis
Georgios Vagiannidis (Athene, 12 september 2001) is een Grieks voetballer die sinds 2021 uitkomt voor Panathinaikos FC.

## Carrière
Vagiannidis is een jeugdproduct van Panathinaikos FC. Op 5 december 2019 maakte hij zijn officiële debuut in het eerste elftal van de club: in de bekerwedstrijd tegen Panachaiki GE (2-0-winst) mocht hij in de 63e minuut invallen voor Dimitrios Serpezis. Op 16 februari 2020 debuteerde hij ook in de Super League: tegen Panetolikos (3-1-winst) kreeg hij van trainer Giorgos Donis een basisplaats. Vagiannidis opende in deze wedstrijd de score.
Na zijn debuutseizoen kon hij rekenen op interesse van onder andere AS Monaco, Manchester City en LASK Linz, maar uiteindelijk tekende hij bij Inter Milan. Op 1 oktober 2020 werd hij voor de rest van het seizoen verhuurd aan de Belgische eersteklasser Sint-Truidense VV, dat ook al Facundo Colidio huurde van Inter. Vagiannidis kwam bij STVV niet verder dan een korte invalbeurt in de bekerwedstrijd tegen KSC Lokeren-Temse op 3 februari 2021.
In september 2021 keerde Vagiannidis terug naar Panathinaikos, waar hij een contract tot medio 2025 ondertekende. In het seizoen 2021/22 kwam hij voornamelijk uit voor het B-elftal van Panathinaikos in de Super League 2. In de play-offs liet trainer Ivan Jovanović hem weliswaar tweemaal invallen in het eerste elftal.

## Clubstatistieken
| Seizoen         | Club               | Land                 | Competitie         | Competitie | Competitie | Beker | Beker | Supercup | Supercup | Europees | Europees | Totaal | Totaal |
| Seizoen         | Club               | Land                 | Competitie         | Wed.       | Dlp.       | Wed.  | Dlp.  | Wed.     | Dlp.     | Wed.     | Dlp.     | Wed.   | Dlp.   |
| --------------- | ------------------ | -------------------- | ------------------ | ---------- | ---------- | ----- | ----- | -------- | -------- | -------- | -------- | ------ | ------ |
| 2019/20         | Panathinaikos FC   | Vlag van Griekenland | Super League       | 1          | 1          | 1     | 0     | nvt      | nvt      | —        | —        | 2      | 1      |
| 2020/21         | Inter Milan        | Vlag van Italië      | Serie A            | 0          | 0          | 0     | 0     | —        | —        | 0        | 0        | 0      | 0      |
| 2020/21         | → STVV             | Vlag van België      | Jupiler Pro League | 0          | 0          | 1     | 0     | —        | —        | —        | —        | 1      | 0      |
| 2021/22         | Panathinaikos FC B | Vlag van Griekenland | Super League 2     | 13         | 0          | —     | —     | —        | —        | —        | —        | 13     | 0      |
| 2021/22         | Panathinaikos FC   | Vlag van Griekenland | Super League       | 2          | 0          | 0     | 0     | —        | —        | —        | —        | 2      | 0      |
| 2022/23         | Panathinaikos FC   | Vlag van Griekenland | Super League       | 19         | 0          | 3     | 0     | —        | —        | 2        | 0        | 24     | 0      |
| 2023/24         | Panathinaikos FC   | Vlag van Griekenland | Super League       | 22         | 0          | 6     | 1     | —        | —        | 9        | 0        | 37     | 1      |
| Carrière totaal | Carrière totaal    | Carrière totaal      | Carrière totaal    | 57         | 1          | 11    | 1     | 0        | 0        | 11       | 0        | 79     | 2      |

Bijgewerkt op 23 juli 2024.